# Wiwaxia corrugata
La wiwaxia (Wiwaxia corrugata) è un enigmatico animale marino estinto, vissuto nel Cambriano medio (circa 505 milioni di anni fa). I suoi resti fossili sono stati rinvenuti principalmente nel famoso giacimento di Burgess Shales, in Columbia Britannica (Canada). Altri fossili sono stati rinvenuti nello Utah.

## Descrizione
L'aspetto di questo animale era davvero insolito, soprattutto se rapportato agli invertebrati attuali. La wiwaxia era un piccolo animale, lungo in media tre centimetri (gli esemplari più grandi arrivavano a cinque centimetri). La forma era vagamente tondeggiante e appiattita. L'intero corpo era ricoperto da una moltitudine di dure squame dette scleriti, mentre la superficie ventrale ne era sprovvista e poggiava contro il substrato fangoso. Le scleriti della wiwaxia erano di due forme diverse: alcune divennero scaglie appiattite e ornate di creste parallele e ricoprivano la maggior parte della superficie dell'animale, mentre altre erano vere e proprie spine poste sulla parte superiore del corpo, in due file parallele. A causa di questo insolito aspetto, la wiwaxia è stata più volte paragonata a una torta con le candeline.
In prossimità della parte frontale dell'animale si trovavano due sbarre arcuate, dotate di dentelli conici rivolti verso la parte posteriore del corpo. Probabilmente queste due strutture erano attaccate all'intestino e fungevano da organi masticatori; l'intera struttura è stata paragonata all'organo trituratore (radula) dei molluschi.

## Scoperta e classificazione

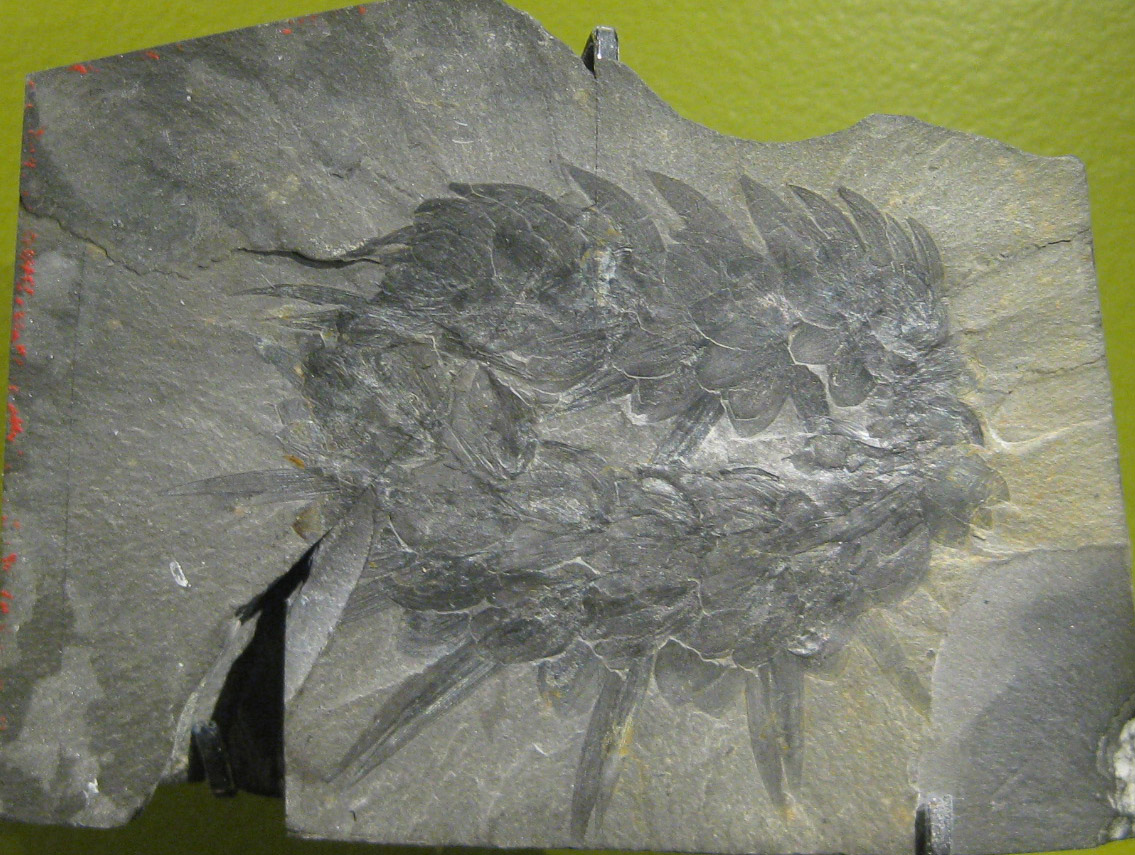
Wiwaxia, Burgess Shales

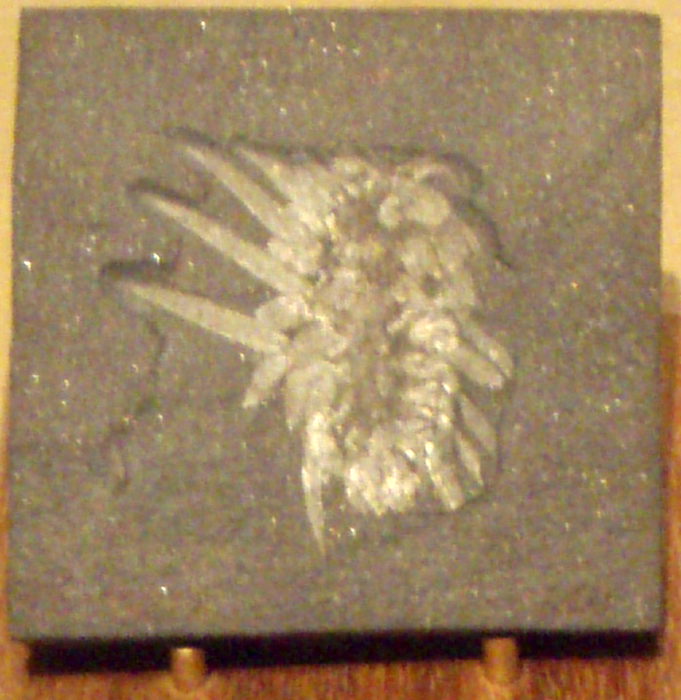
Wiwaxia, Royal Ontario Museum

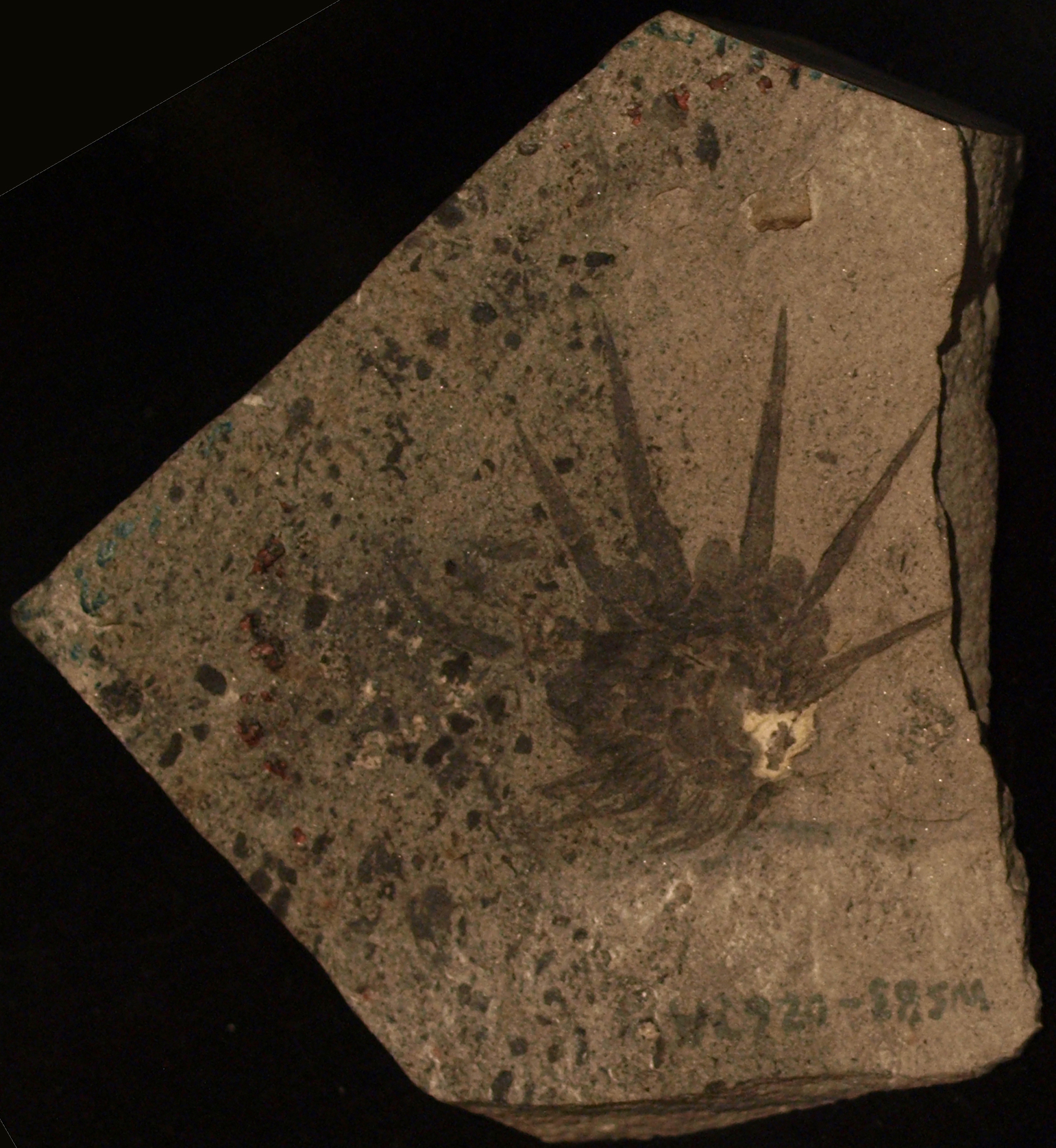
Wiwaxia, Royal Ontario Museum

La scoperta di questo animale, avvenuta negli anni '10, fu dovuta a Charles Doolittle Walcott, che classificò i reperti come appartenenti agli anellidi policheti: Walcott, sostanzialmente, scambiò le scleriti della wiwaxia per strutture simili a quelle dei vermi marini. Una ridescrizione degli esemplari fu eseguita da Simon Conway Morris nel 1985; il paleontologo inglese riuscì a reinterpretare correttamente le strutture presenti sul corpo dell'animale, ma non gli fu possibile capire a quale gruppo appartenesse a causa dell'aspetto bizzarro, differente da quello di qualsiasi altro animale. Morris, comunque, ipotizzò una possibile parentela con i molluschi per via della radula.
Negli anni precedenti, in varie località del mondo riferite al Cambriano erano state rinvenute scleriti isolate simili a quelle della wiwaxia, minuscole strutture enigmatiche dall'appartenenza ignota. Fu solo negli anni '90, con la descrizione di un animale completo recante sul corpo scleriti analoghe, che parte del mistero venne chiarito. L'organismo in questione, denominato Halkieria evangelista, fu ritrovato nel giacimento di Sirius Passett nella Groenlandia settentrionale e permise di mettere in relazione i vari fossili rinvenuti fino ad allora; alcuni paleontologi hanno così proposto il gruppo tassonomico degli Halwaxiida per accogliere Wiwaxia, Halkieria e altri animali simili; questi esseri, probabilmente, erano in effetti vicini all'origine dei molluschi. Altri studi, compiuti da Nick Butterfield, pongono invece Wiwaxia effettivamente vicina all'origine degli anellidi, come ipotizzato da Walcott.

## Stile di vita
Probabilmente la wiwaxia si spostava sul fondale marino trascinandosi lentamente; alcuni fossili mostrano piccoli brachiopodi attaccati alle scleriti, il che dimostrerebbe che la wiwaxia non viveva infossata nel terreno (un ambiente nel quale i brachiopodi sarebbero morti). La wiwaxia era un erbivoro, o forse un onnivoro, che si nutriva di pezzi di cibo raccolti sul fondo e triturati attraverso la radula.
Le lunghe spine e le dure scleriti dovevano difenderla dai predatori: sono stati rinvenuti alcuni esemplari con le spine danneggiate, come se fossero state sottoposte a un attacco da parte di animali più grandi. Altri fossili interessanti sono piccoli e privi di spine, probabilmente appartenenti ad esemplari giovani. Infine, un fossile mostra due esemplari sovrapposti l'uno all'altro; uno dei due è più piccolo e stretto, mentre l'altro sembra quasi stare uscendo dal compagno. È possibile, quindi, che questo ritrovamento rappresenti una muta di un singolo animale.